# روسر شارک
روسر شارک یا شارک، روستایی در دهستان شارک بخش تلنگ شهرستان قصرقند در استان سیستان و بلوچستان ایران است. این روستا، مرکز دهستان شارک است.

## جمعیت
بر پایه سرشماری عمومی نفوس و مسکن در سال ۱۳۹۵، جمعیت این روستا برابر با ۹۴۲ نفر (۲۶۷ خانوار) بوده‌است.